# Sozopol (huyện)
Sozopol là một huyện thuộc tỉnh Burgas, Bungaria. Dân số thời điểm năm 2001 là 14277 người.